# Mona verda de Saba
La mona verda de Saba (Chlorocebus sabaeus) és una espècie de primat catarrí de la família dels cercopitècids. Té el pelatge de color daurat verdós. La punta de la cua és de color groc daurat, igual que les cuixes i els bigotis. No tenen una banda distintiva de pèl al front, com altres espècies del gènere Chlorocebus, i els mascles tenen l'escrot de color blau pàl·lid. Alguns científics consideren que la mona verda de Saba i les altres espècies del gènere Chlorocebus formen en realitat una única espècie, Chlorocebus aethiops.